# Anna van Tyrus
Anna van Tyrus is de naam van een personage uit Vergilius' Aeneis (zang IV). Zij is de zus van koningin Dido van Carthago.
Als Dido hopeloos verliefd is geworden op Aeneas, wil Dido eerst niet toegeven aan haar liefde en haar vermoorde man Sychaeus trouw blijven. Anna raadt Dido aan haar hart te volgen. Dido is nu immers nog jeugdig en Aeneas is een goede partij zowel voor Dido als voor Carthago. Dido geeft nu toe aan haar liefde.
Later in het verhaal duikt Anna opnieuw op. Aeneas bereidt zich na een boodschap van Mercurius, gezonden door Jupiter zelf, voor te vertrekken met z'n vloot. Dido wil niet dat hij vertrekt en heeft Aeneas tevergeefs geprobeerd te overtuigen om te blijven. Dido vraagt nu Anna om Aeneas te overtuigen. Zij wendt zich tot Anna, omdat zij alleen volgens Dido vertrouwelijk met Aeneas kon praten. 
Anna doet wat haar zus haar vraagt maar Aeneas is niet te overtuigen, zijn oren worden dichtgehouden door een godheid zodat de woorden niet aankomen. Hij blijft standvastig als een eik, hoewel hij wel liefdesverdriet diep in zijn grote hart voelt.
Na deze mislukte poging moet Anna voor Dido een brandstapel voorbereiden met alle spullen erop die Aeneas heeft achtergelaten. Dido zegt dat het voor een ritueel is om de liefde voor Aeneas uit te wissen. Anna voert haar opdracht uit. Later die nacht, als Aeneas al vertrokken is moet Anna de brandstapel aansteken. Later hoort zij via het gerucht dat Dido zich op de brandstapel in het zwaard heeft geworpen. Zij komt toesnellen en bejammert haar dood en haar eigen aandeel in die dood. Ze laat water brengen en begeleidt Dido tijdens haar laatste adem.